# Cyclosa tauraai
Cyclosa tauraai là một loài nhện trong họ Araneidae.
Loài này thuộc chi Cyclosa. Cyclosa tauraai được Lucien Berland miêu tả năm 1933.